# いなべ市

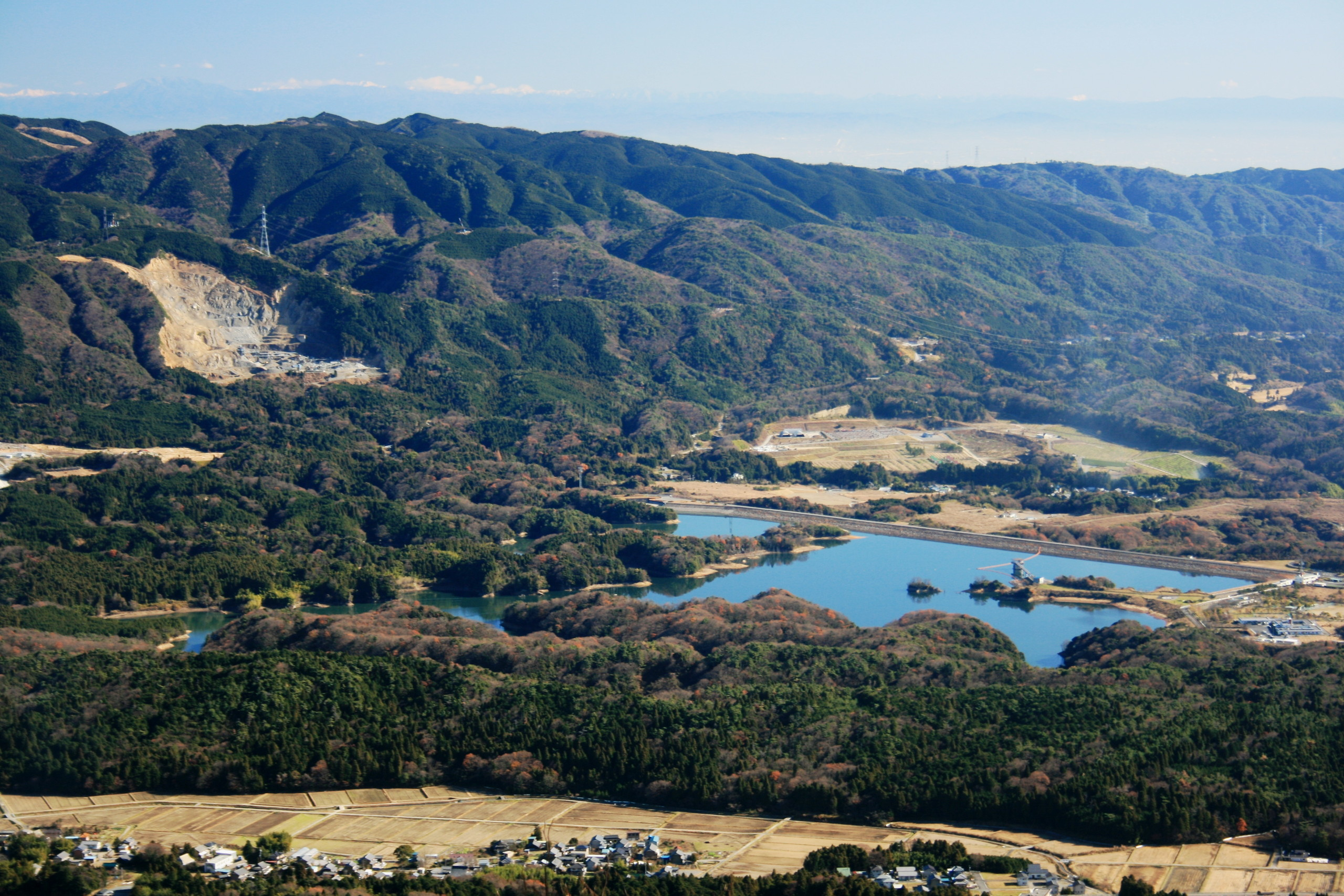
西側の鈴鹿山脈から見下ろす中里ダム

いなべ市（いなべし）は、三重県の北勢地域にある市。2003年に員弁郡北勢町・員弁町・大安町・藤原町の4町が合併して発足した。

## 地理
三重県最北端に位置し、岐阜県、滋賀県に接する。市の中央を員弁川が流れる。

### 山地
主な山
- 烏帽子岳
- 三国岳
- 鈴北岳
- 藤原岳
- 静ヶ岳
- 竜ヶ岳
- 福王山（598m） - 菰野町との境界に当たるが、境界未定[1]

などの鈴鹿山脈と養老山地

### 河川
藤原町篠立付近を水源とする河川（牧田川の支流）が木曽川水系である他は、全て員弁川水系である。

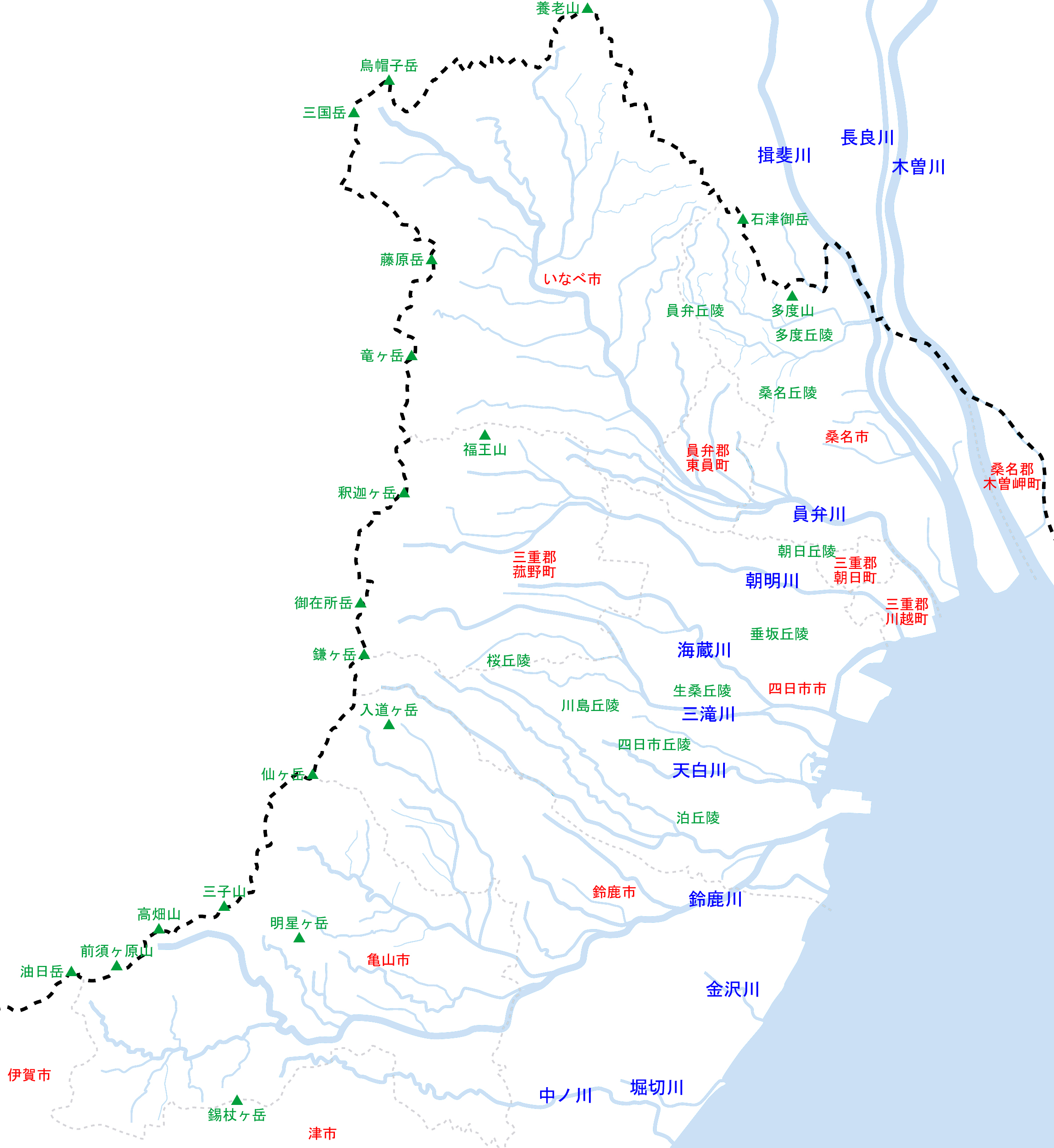
三重県北部を流れる河川の位置関係。濃い破線は県境、薄い破線は市町村境。河川名は木曽川水系以外は水系本川のみ記載。

- 員弁川

### 公園
国定公園
- 鈴鹿国定公園

### 気候
- 日最大降水量 - 310.0ミリ（2011年（平成23年）9月4日）

| 北勢（1991年 - 2020年）の気候      | 北勢（1991年 - 2020年）の気候 | 北勢（1991年 - 2020年）の気候 | 北勢（1991年 - 2020年）の気候 | 北勢（1991年 - 2020年）の気候 | 北勢（1991年 - 2020年）の気候 | 北勢（1991年 - 2020年）の気候 | 北勢（1991年 - 2020年）の気候 | 北勢（1991年 - 2020年）の気候 | 北勢（1991年 - 2020年）の気候 | 北勢（1991年 - 2020年）の気候 | 北勢（1991年 - 2020年）の気候 | 北勢（1991年 - 2020年）の気候 | 北勢（1991年 - 2020年）の気候 |
| 月                                 | 1月                           | 2月                           | 3月                           | 4月                           | 5月                           | 6月                           | 7月                           | 8月                           | 9月                           | 10月                          | 11月                          | 12月                          | 年                            |
| ---------------------------------- | ----------------------------- | ----------------------------- | ----------------------------- | ----------------------------- | ----------------------------- | ----------------------------- | ----------------------------- | ----------------------------- | ----------------------------- | ----------------------------- | ----------------------------- | ----------------------------- | ----------------------------- |
| 降水量 mm （inch）                 | 76.9 (3.028)                  | 86.0 (3.386)                  | 139.7 (5.5)                   | 176.3 (6.941)                 | 227.8 (8.969)                 | 277.3 (10.917)                | 273.3 (10.76)                 | 201.0 (7.913)                 | 323.7 (12.744)                | 184.1 (7.248)                 | 90.4 (3.559)                  | 80.7 (3.177)                  | 2,136.9 (84.13)               |
| 平均降水日数 （≥1.0 mm）           | 9.8                           | 9.6                           | 10.9                          | 10.2                          | 10.9                          | 12.9                          | 13.8                          | 11.3                          | 12.3                          | 9.9                           | 7.8                           | 10.2                          | 129.6                         |
| 出典1：Japan Meteorological Agency |                               |                               |                               |                               |                               |                               |                               |                               |                               |                               |                               |                               |                               |
| 出典2：気象庁                      |                               |                               |                               |                               |                               |                               |                               |                               |                               |                               |                               |                               |                               |

### 人口
| |                                          |  |
| いなべ市と全国の年齢別人口分布（2005年） | いなべ市の年齢・男女別人口分布（2005年） |  |
| ■紫色 ― いなべ市 ■緑色 ― 日本全国 | ■青色 ― 男性 ■赤色 ― 女性                |  |
| いなべ市（に相当する地域）の人口の推移 \| 1970年（昭和45年） \| 38,414人 \| \| \| 1975年（昭和50年） \| 40,574人 \| \| \| 1980年（昭和55年） \| 41,591人 \| \| \| 1985年（昭和60年） \| 43,462人 \| \| \| 1990年（平成2年） \| 43,882人 \| \| \| 1995年（平成7年） \| 45,746人 \| \| \| 2000年（平成12年） \| 45,630人 \| \| \| 2005年（平成17年） \| 46,446人 \| \| \| 2010年（平成22年） \| 45,684人 \| \| \| 2015年（平成27年） \| 45,815人 \| \| \| 2020年（令和2年） \| 44,973人 \| \| |                                          |  |
| 総務省統計局 国勢調査より |                                          |  |
| 1970年（昭和45年） | 38,414人                                 |  |
| 1975年（昭和50年） | 40,574人                                 |  |
| 1980年（昭和55年） | 41,591人                                 |  |
| 1985年（昭和60年） | 43,462人                                 |  |
| 1990年（平成2年） | 43,882人                                 |  |
| 1995年（平成7年） | 45,746人                                 |  |
| 2000年（平成12年） | 45,630人                                 |  |
| 2005年（平成17年） | 46,446人                                 |  |
| 2010年（平成22年） | 45,684人                                 |  |
| 2015年（平成27年） | 45,815人                                 |  |
| 2020年（令和2年） | 44,973人                                 |  |

### 隣接自治体
三重県
- 桑名市
- 四日市市
- 員弁郡東員町
- 三重郡菰野町

岐阜県
- 大垣市
- 海津市
- 養老郡養老町

滋賀県
- 東近江市
- 犬上郡多賀町

## 歴史

### 沿革
- 2003年（平成15年）12月1日 - 員弁郡北勢町・員弁町・大安町・藤原町の4町が合併していなべ市が発足。
- 2017年（平成29年）2月1日 - 公式ウェブサイトをリニューアル。公式Twitter、Instagramを開設。
- 2019年（令和元年）5月7日 -　新庁舎が開庁し、4庁舎の機能が新庁舎に集約された。旧庁舎である北勢庁舎には水道部が残り、残り旧3庁舎には総合窓口課が設置される。

### 市名の由来
- 員弁郡の「員弁」の漢字が難読であることから平仮名の市名が採用された[* 1]。元々の由来は物部氏の支流とされる猪名部氏が居住していたことによる。
- 合併協議会で決定する直前に実施した住民アンケートに新しい市の名前を問う設問があったが、既にこの時点で「いなべ市」か「その他」の二者択一による設問であった。

### 合併の経緯
いなべ市の新設合併に関する経緯は次のとおり。
- 1998年（平成10年） - 員弁郡（北勢町・員弁町・大安町・東員町・藤原町）各町長・議長による「合併検討委員会」発足。
- 2001年（平成13年）10月 - 員弁地区町合併協議会設立総会開催（任意合併協議会設置）。
- 2002年（平成14年） 2月 - 東員町が員弁郡の法定合併協議会に参加しないことを表明[* 2]。
- 2002年（平成14年） 4月 - 員弁地区町合併協議会を設置（法定合併協議会設置）。
- 2003年（平成15年） 1月 - 各町議会において合併関連議案が可決。
- 2003年（平成15年） 3月 - 三重県議会において合併関連議案が可決。
- 2003年（平成15年） 4月 - 総務大臣による官報告示。
- 2003年（平成15年）12月 - いなべ市が発足。いわゆる平成の大合併によって発足した三重県最初の市である。

### 住所表示
- 旧町名をそのまま残している（例：員弁郡○○町△△××番地→いなべ市○○町△△××番地」）[5]。

## 行政
市長
- 市長：日沖靖

市の機構
- 分庁方式を採用している。企画・総務部を員弁庁舎（旧員弁町役場）、市民・水道部を北勢庁舎（旧北勢町役場）、福祉部と議会・議会事務局を大安庁舎（旧大安町役場）、農林商工・建設部を藤原庁舎（旧藤原町役場）に分けている。合併直後は、旧町役場の機能を残す「支所方式」で出発し、5ヶ月後に、いずれの部署の業務も受け付ける「総合窓口課」を4庁舎に設けている。
- 2017年2月北勢町に新庁舎を建設を開始し2019年5月7日新庁舎が開庁予定で4庁舎の機能を新庁舎に集約された。[6]

### 議会
任期 ： 2021年（令和3年）12月1日から2025年（令和7年）11月30日
- 議員定数：18名
- 議長：小川 幹則
- 副議長：篠原 史紀

構成： 2023年（令和5年）11月28日 現在
| 会派名                 | 議員数 |
| ---------------------- | ------ |
| いなべ未来             | 5      |
| 新風いなべ             | 4      |
| 創風会                 | 3      |
| 新生つばさ             | 3      |
| 日本共産党いなべ市議団 | 2      |
| 無所属                 | 1      |

- いなべ市誕生から、2年間の在任特例を適用し旧町議員60人が市議会議員に就任した。議員報酬は旧町の中で最も高い北勢町に合わせている。
- 2年間の在任特例が任期満了になって定数を削減したが、市議会議員選挙（2005年）が終わると、議員報酬を倍増している（議長29万円→49万5千円、副議長22万5千円→42万円、議員20万5千円→39万円）。
- 2005年12月1日から2009年12月1日の任期は定数:24人となった。
- 2009年に行われた議会議員選挙から定数が4人削減され20人になった。
- 2013年からは18人になった。

※なお、衆議院議員選挙の選挙区は「三重県第3区」、三重県議会議員選挙の選挙区は「いなべ市・員弁郡選挙区」（定数：2）となっている。

### 市章
いなべ市の「い」の文字をモチーフに、青は豊富な水が流れる員弁川、オレンジは躍動する市民の活力、中央の緑は自然豊かな大地を表現している。

### 役所
- いなべ市役所
  - 北勢庁舎
  - 員弁庁舎
  - 大安庁舎
  - 藤原庁舎
- 新庁舎完成後は、旧北勢庁舎に水道部と企画部文書統計室、北勢庁舎を除く旧３庁舎に総合窓口課が設置されている。

### 姉妹都市
国外
- グレノーキー市（オーストラリア連邦タスマニア州）

## 施設

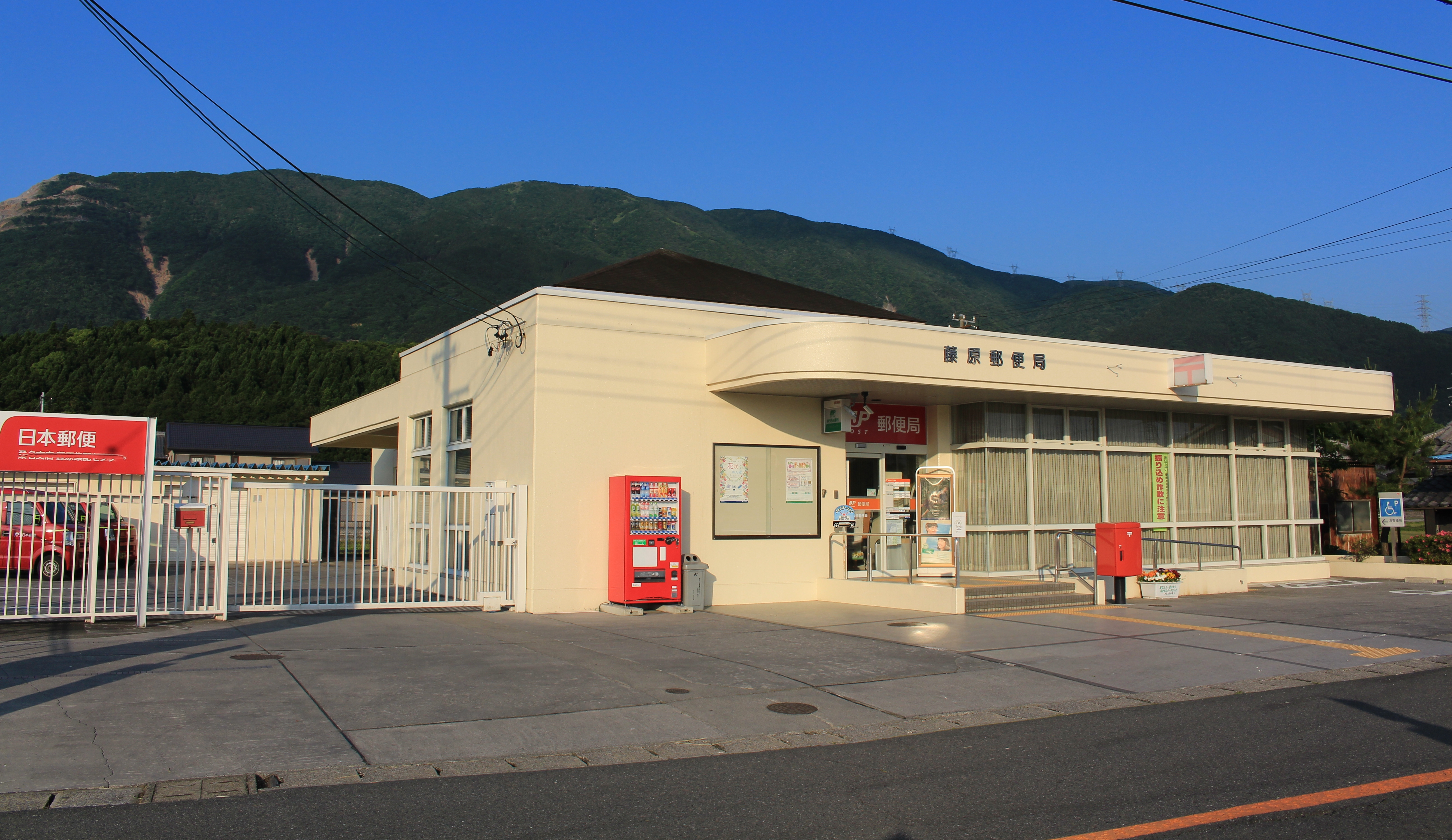
藤原郵便局

### 警察
本部
- 三重県警察いなべ警察署

駐在所
- 梅戸井（大安町門前）
- 三里（大安町平塚）
- 石榑（大安町石榑南）
- 十社（北勢町畑毛）
- 阿下喜（北勢町阿下喜）
- 治田（北勢町東村）
- 東藤原（藤原町志礼石新田）
- 白瀬（藤原町本郷）

### 消防
桑名市の桑名市消防本部の管轄下に置かれている。
- 桑名市消防署員弁北分署（北勢町瀬木）
- 桑名市消防署員弁南消防署（大安町高柳）

### 医療
- いなべ総合病院（三重県災害拠点病院指定）

### 図書館
- いなべ市図書館
- いなべ市員弁図書館
- いなべ市大安図書館
- いなべ市藤原図書館
- いなべ市北勢図書館　などがある

## 郵便・通信

### 郵便局
（2021年3月現在）
日本郵便株式会社
郵便配達は東員郵便局（員弁郡東員町）で行っている
- 員弁郵便局（員弁町石仏（いしぼとけ））
- 石槫（いしぐれ）郵便局（大安町石槫南）
- 大安丹生川郵便局（大安町丹生川久下（にゅうがわひさか））
- 梅戸井（うめどい）郵便局（大安町南金井）
- 藤原郵便局（藤原町本郷）
- 東藤原郵便局（藤原町石川）
- 立田（たつた）郵便局（藤原町篠立（しのだち））
- 北勢郵便局（北勢町阿下喜）
- 十社（とやしろ）郵便局（北勢町畑毛（はたけ））
- 平塚簡易郵便局（大安町平塚）
- 西藤原郵便局（藤原町大貝戸）

※いなべ市内の郵便番号は以下の通り。全域が東員郵便局（東員町大木）の集配担当。
- 「511-02xx」＝旧員弁郡員弁町域・旧員弁郡大安町域（および員弁郡東員町の全域）。
- 「511-04xx」＝旧員弁郡北勢町域。
- 「511-05xx」＝旧員弁郡藤原町域。

### 電信電話
NTT西日本 三重支店
- 市外局番は市内全域で0594（桑名MA）が使用される。
  - 同じ市外局番（MA）の桑名市ならびに員弁郡東員町との間で市内料金での通話が可能である。

## 経済

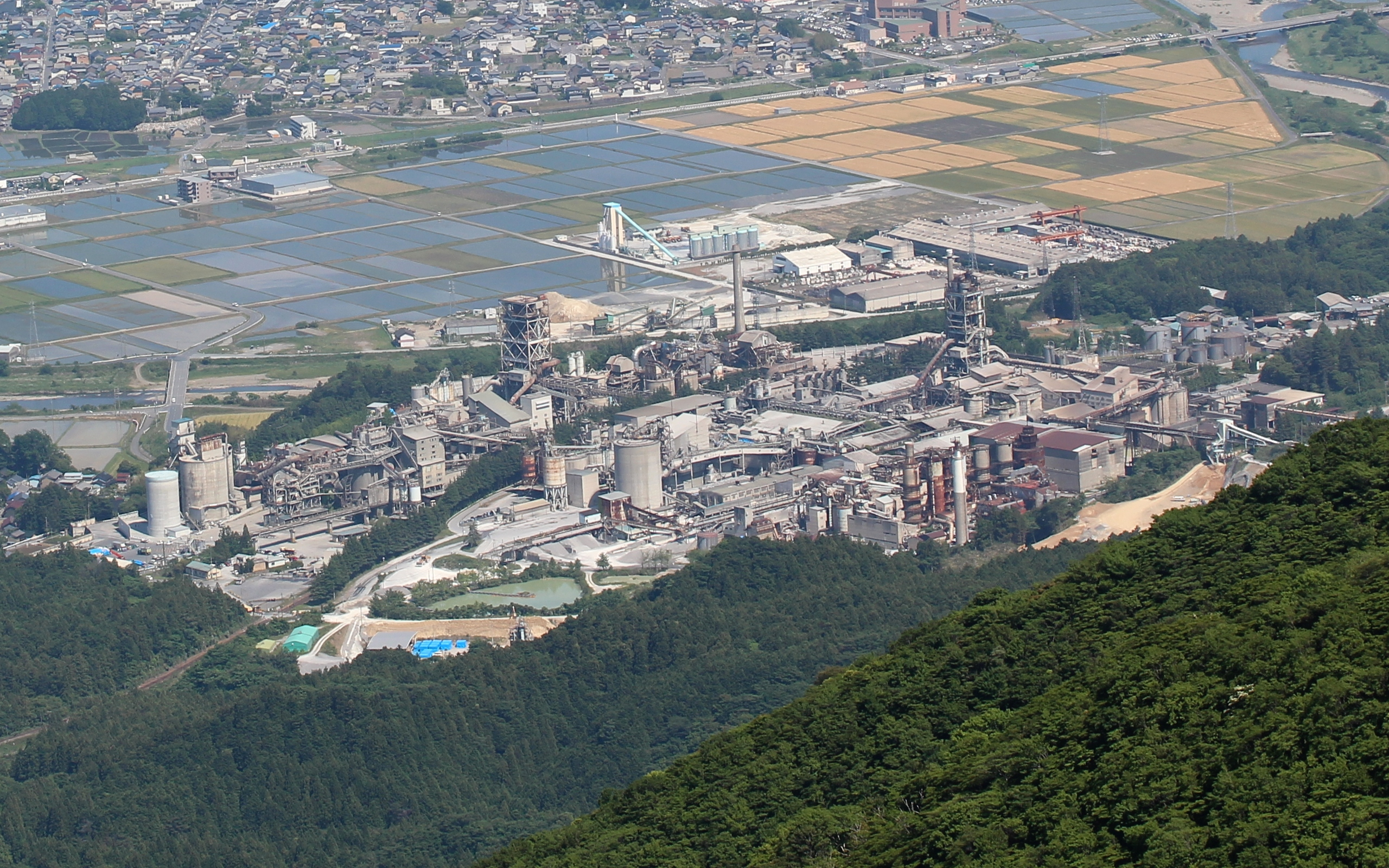
太平洋セメント

### 工業
- トヨタ車体いなべ工場
- トヨタ車体精工いなべ工場
- デンソー大安製作所
- 三五三重
- ニッセン大型商品配送センター
- 太平洋セメント藤原工場
- ニッタ•デュポン三重工場
- SWCC三重事業所
- 三井住友金属鉱山伸銅三重事業所
- 住鉱潤滑剤
- 神戸製鋼所大安製造所
- パロマ北勢工場
- きもと

### 商業
主な商業施設
- イオン大安店
- コメリ北勢店
- マックスバリュ北勢店
- ヤマダデンキいなべ店
- ヨシヅヤ員弁店

### 金融機関
ゆうちょ銀行
- 名古屋支店　イオン大安店内出張所（大安町高柳）（ATMのみ／ホリデーサービス実施）

その他簡易郵便局を除く各郵便局にATMが設置されており、員弁・藤原・北勢の各郵便局ではホリデーサービスを実施。

## 教育

### 高等学校
- 三重県立いなべ総合学園高等学校

### 中学校
- いなべ市立員弁中学校
- いなべ市立大安中学校
- いなべ市立北勢中学校
- いなべ市立藤原中学校

### 小学校
- いなべ市立員弁西小学校
- いなべ市立員弁東小学校
- いなべ市立石榑小学校
- いなべ市立笠間小学校
- いなべ市立丹生川小学校
- いなべ市立三里小学校
- いなべ市立阿下喜小学校
- いなべ市立十社小学校
- いなべ市立山郷小学校
- いなべ市立治田小学校
- いなべ市立藤原小学校

### 特別支援学校
- 特別支援学校聖母の家学園いなべ校

## 交通

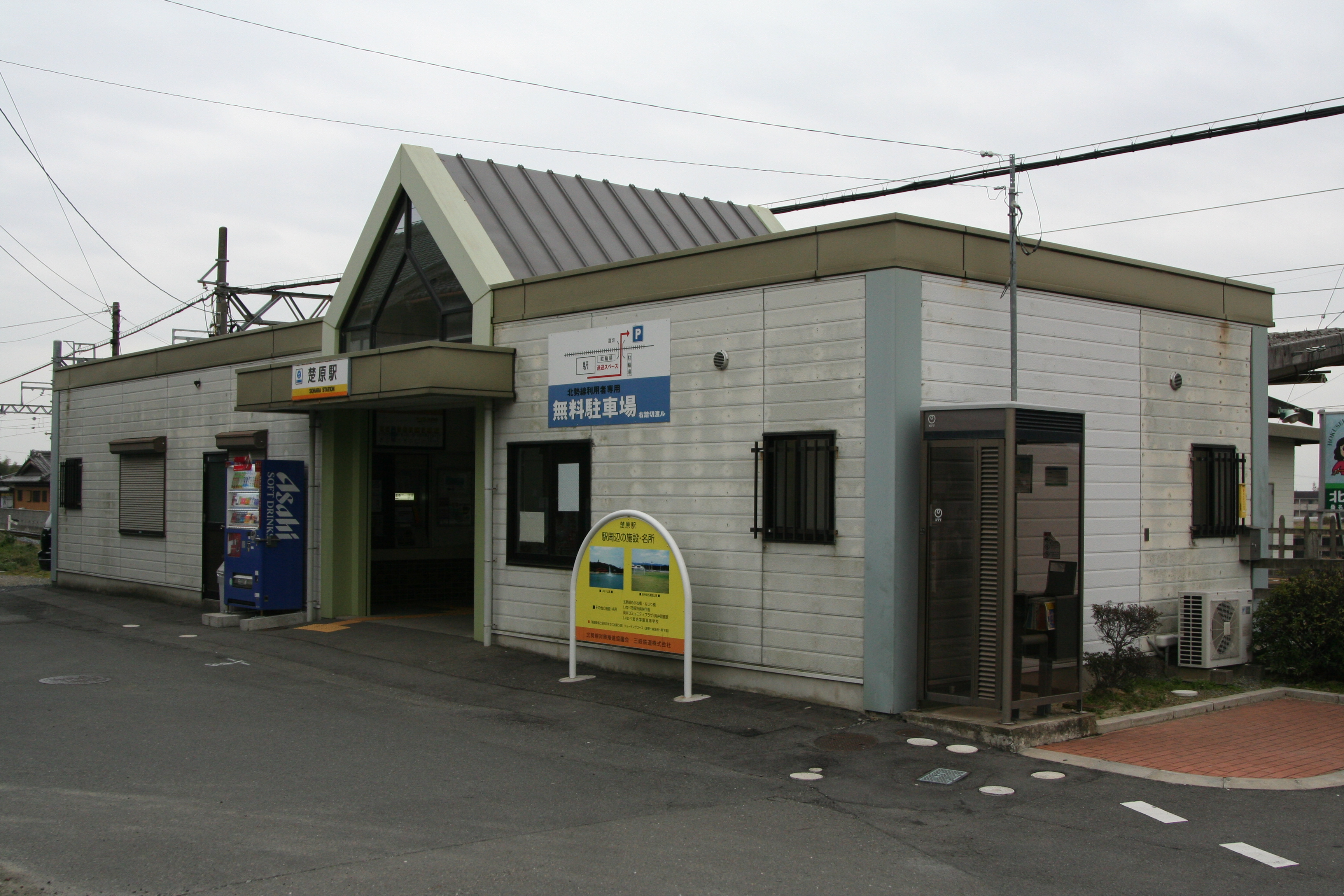
楚原駅

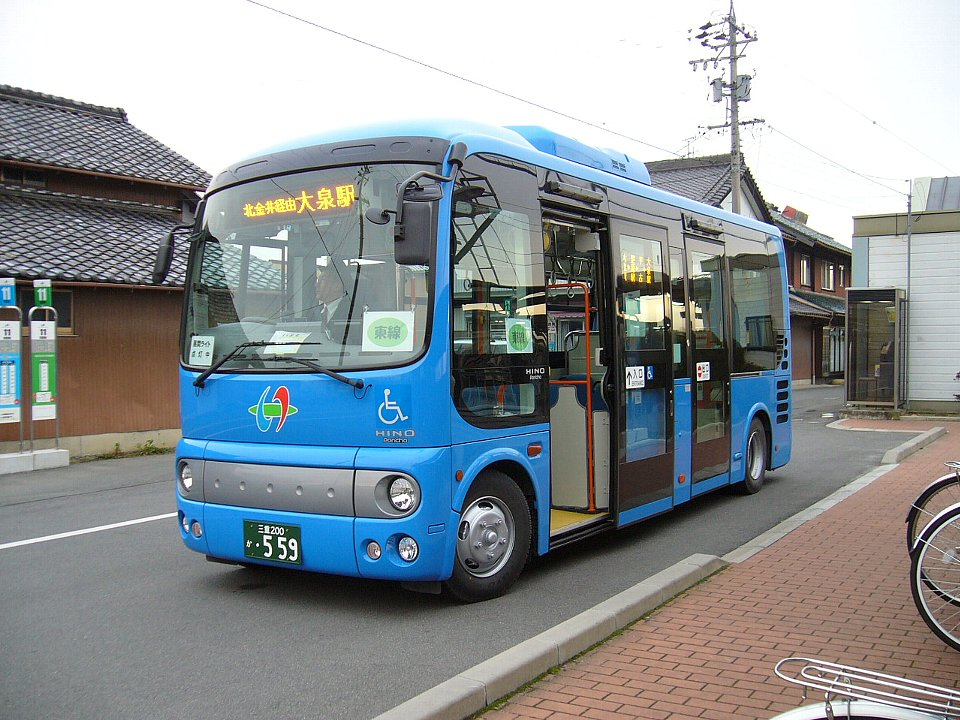
いなべ市福祉バス

### 鉄道
中心となる駅：楚原駅、市役所最寄り駅：阿下喜駅
三岐鉄道
- S三岐線：梅戸井駅 - 大安駅 - 三里駅 - 丹生川駅 - 伊勢治田駅 - 東藤原駅 - 西野尻駅 - 西藤原駅
- H北勢線：大泉駅 - 楚原駅 - 麻生田駅 - 阿下喜駅

### 路線バス
- 三重交通
- 八風バス
- いなべ市福祉バス（旧アイバス、大安 - 阿下喜シャトルバス、大安町内巡回福祉バス（いなべ市コミュニティバス）

### 道路
高速道路
- C3 東海環状自動車道
  - - いなべIC - 大安IC -

国道
- 国道306号
- 国道365号
- 国道421号

## 名所・旧跡・観光スポット

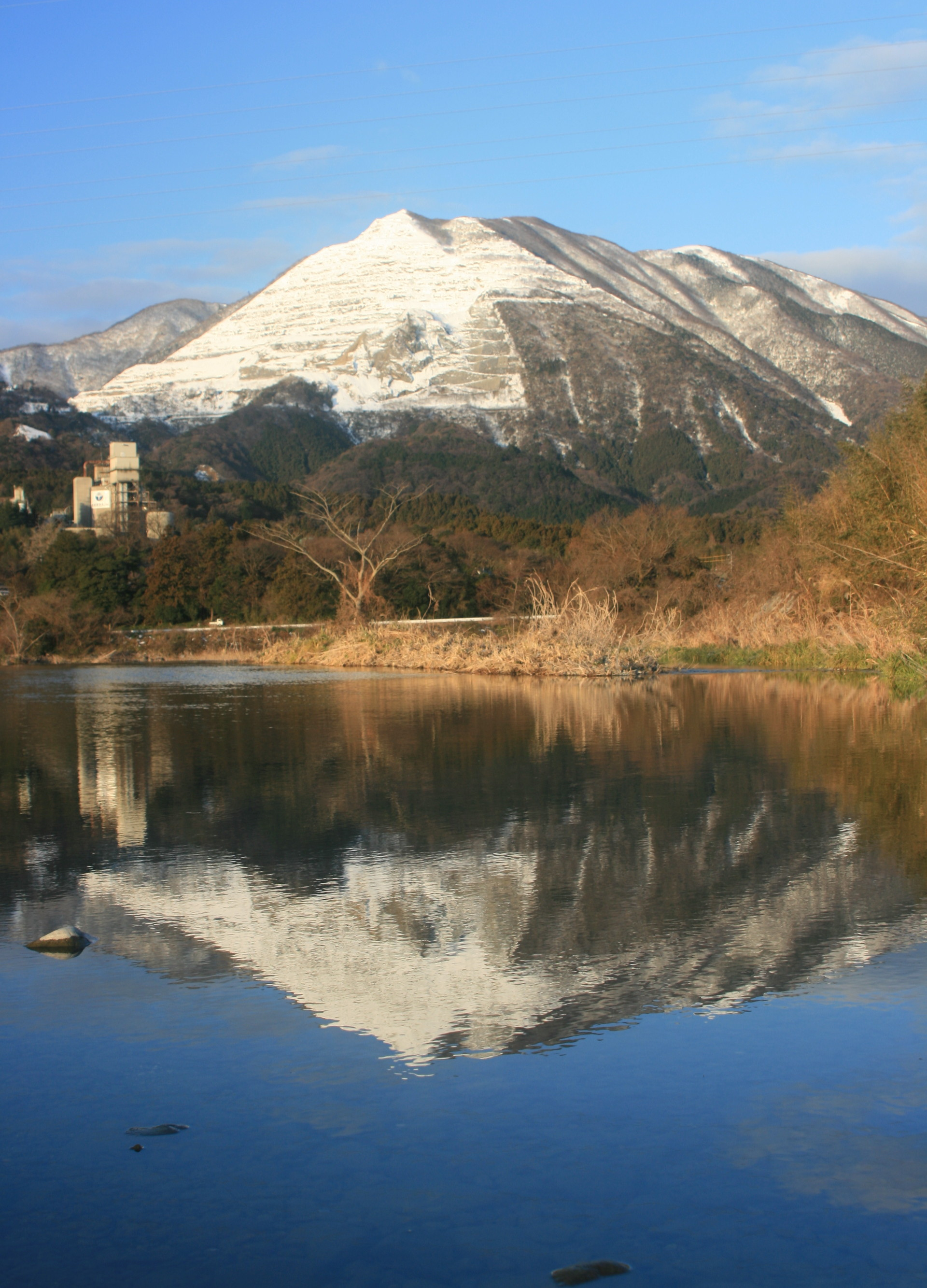
員弁川に映る藤原岳

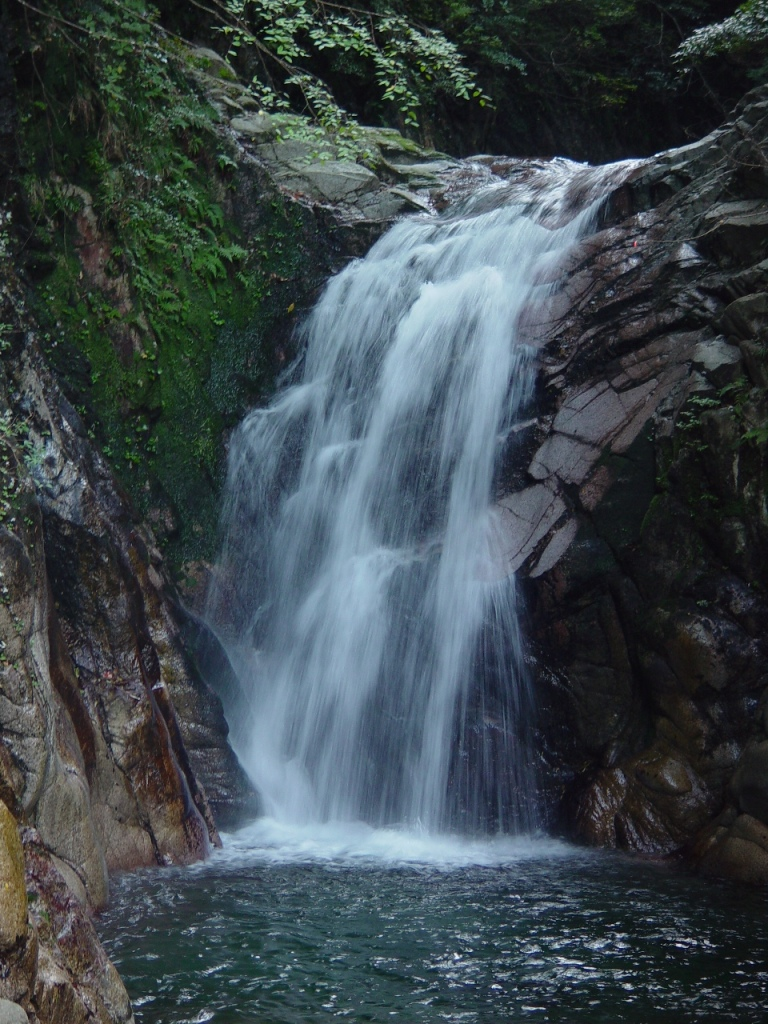
宇賀渓

### 名所・旧跡
- 山口城 (伊勢国)
- 聖宝寺
- 行順寺 - 蓮如上人の御旧跡で、毎年4月下旬の土日に蓮如忌（宝物開帳）がある。

### 観光スポット
- 中里ダム - 湖畔は名古屋市近郊、三重県北部では最も近い星見スポットとして天文ファンに知られている。
- 藤原岳 - 花の百名山、日本三百名山、関西百名山
- 宇賀渓
- 青川峡キャンピングパーク
- 貨物鉄道博物館
- ウィステリア鉄道
- 桐林館 - 登録有形文化財。
- いなべ阿下喜ベース（旧「阿下喜温泉あじさいの里」）

## 祭事・催事
主な祭事
- 市民文化祭（11月）

## ラジオ番組
『いなべ探訪』（ミュージックバード ）

## 出身有名人
- 伊藤清 - 数学者
- 伊藤竜馬 - テニス選手
- 岩野夏帆 - 水球選手[10]、2020東京オリンピック日本代表[11]
- 太田英里 - 女優、タレント、モデル
- 四海波静太夫 - 大相撲力士
- 多湖實夫 - 官選第38代山梨県知事、名古屋国際ホテル社長、ワシントンホテル社長、愛知医科大学理事長：笠田村[12]
- 田代俊孝 - 仏教学者、生命倫理学者、仁愛大学学長
- 西田有志 - バレーボール選手
- 花井悠希 - ヴァイオリニスト
- 水谷ミミ - タレント
- 森重樹 - 農林水産省東海農政局長、林野庁次長[13]
- 安田喜憲[14] - 地理学者、環境考古学者[15]
- 和波智広 - サッカー選手